# Ghiffa
Ghiffa település Olaszországban. Lakosainak száma 2257 fő (2023. január 1.). Ghiffa Bee, Laveno-Mombello, Oggebbio, Premeno, Arizzano, Castelveccana, Porto Valtravaglia és Verbania községekkel határos.

## Népesség
A település népességének változása:
| Lakosok száma | 2409 | 2368 | 2257 |
|               | 2017 | 2018 | 2023 |